# Кашина Фјениле Бручато (Бреша)
Кашина Фјениле Бручато је насеље у Италији у округу Бреша, региону Ломбардија.
Према процени из 2011. у насељу је живело 11 становника. Насеље се налази на надморској висини од 89 м.